# Lijst van voetbalinterlands België - Slovenië
Deze lijst van voetbalinterlands is een overzicht van alle officiële voetbalwedstrijden tussen de nationale teams van België en Slovenië. De landen speelden tot op heden twee keer tegen elkaar. De eerste ontmoeting, een vriendschappelijke interland, werd gespeeld in Genk op 11 februari 2009. Het laatste duel, eveneens een vriendschappelijke wedstrijd, vond plaats op 10 augustus 2011 in Ljubljana.

## Wedstrijden
| № | Plaats    | Datum            | Competitie        | Wedstrijd         | Uitslag |
| - | --------- | ---------------- | ----------------- | ----------------- | ------- |
| 1 | Genk      | 11 februari 2009 | Vriendschappelijk | België – Slovenië | 2 – 0   |
| 2 | Ljubljana | 10 augustus 2011 | Vriendschappelijk | Slovenië – België | 0 – 0   |

## Samenvatting
| Competitie        | Totaal gespeeld | Winst België | Gelijk | Winst Slovenië | Doelsaldo België – Slovenië |
| ----------------- | --------------- | ------------ | ------ | -------------- | --------------------------- |
| Vriendschappelijk | 2               | 1            | 1      | 0              | 2 − 0                       |
| Totaal            | 2               | 1            | 1      | 0              | 2 − 0                       |

Wedstrijden bepaald door strafschoppen worden, in lijn met de FIFA, als een gelijkspel gerekend.

## Details

### Eerste ontmoeting
| Vriendschappelijk (Genk, België, 11 februari 2009):       |       |          |
| België                                                    | 2 – 0 | Slovenië |
| Daniel Van Buyten 20' Daniel Van Buyten 85'               | goals |          |
| - Debuut van Igor de Camargo (Standard Luik) voor België. |       |          |

### Tweede ontmoeting
| Vriendschappelijk (Ljubljana, Slovenië, 10 augustus 2011): |       |        |
| Slovenië                                                   | 0 – 0 | België |
|                                                            | goals |        |